# Kalleh-ye Nahr Mīān
Kalleh-ye Nahr Mīān (persiska: قَلعِۀ نَهر ميان, كله نهر ميان, كَلِّه, كَلِّۀ نَهر مِيان, كوسَعلی, كوسِه عَلی, Qal‘eh-ye Nahr Mīān) är en ort i Iran.   Den ligger i provinsen Markazi, i den centrala delen av landet, 280 km sydväst om huvudstaden Teheran. Kalleh-ye Nahr Mīān ligger 1 943 meter över havet och antalet invånare är 225.
Terrängen runt Kalleh-ye Nahr Mīān är varierad. Runt Kalleh-ye Nahr Mīān är det ganska tätbefolkat, med 54 invånare per kvadratkilometer. Närmaste större samhälle är Tūreh, 7,1 km nordost om Kalleh-ye Nahr Mīān. Trakten runt Kalleh-ye Nahr Mīān består i huvudsak av gräsmarker.